# Per Knuts
Per Knuts, född 1 juni 1938 i Bäckefors, död 9 januari 2022, var en svensk medeldistanslöpare. Han tävlade för Stockholms Studenters IF.
Knuts vann SM på 800 m 1961. 